# Flandern Rundt 2010
Flandern Rundt 2010 (hollandsk: Ronde van Vlaanderen 2010) var den 94. udgave af Flandern Rundt  og fandt sted 4. april 2010. Ruten var 261,9 km lang og blev  kørt mellem Brugge  og Ninove. Løbet havde 16 bakker, de såkaldte "mure", heraf 15 inden for løbets sidste 100 km.
Vinder af løbet blev Team Saxo Banks schweiziske rytter Fabian Cancellara, der efter at have ligget i udbrud med hjemmebanefavoritten Tom Boonen fra Belgien stak af fra denne på Kapelmuur, den næstsidste af løbets mure. Cancellara kom derpå i mål over et minut foran Boonen, mens yderligere to belgiere, Philippe Gilbert og Björn Leukemans kom i mål yderligere godt et minut senere. Bedste danske placering opnåede Matti Breschel, der kom ind som nummer femten efter at have haft store problemer med sin cykel undervejs.

## Deltagende hold
Der var 25 hold med i Flandern Rundt 2010. Det var:
| ProTour-hold - Ag2r-La Mondiale - Astana Pro Team - Caisse d'Epargne - Euskaltel-Euskadi - Footon-Servetto-Fuji - Française des Jeux - Garmin-Transitions - Lampre-Farnese Vini - Liquigas-Doimo - Omega Pharma-Lotto - Quick Step - Rabobank - Team Sky - Team HTC-Columbia - Team Katusha - Team Milram - Team RadioShack - Team Saxo Bank | Pro Continental-hold - Bbox Bouygues Telecom - BMC Racing Team - Cervélo TestTeam - Landbouwkrediet - Skil-Shimano - Topsport Vlaanderen-Mercator - Vacansoleil |

## Resultat
|    | Rytter            | Hold                  | Tid        | UCI-point |
| -- | ----------------- | --------------------- | ---------- | --------- |
| 1  | Fabian Cancellara | Team Saxo Bank        | 6.52.32    | 100       |
| 2  | Tom Boonen        | Quick Step            | + 1.14 min | 80        |
| 3  | Philippe Gilbert  | Omega Pharma-Lotto    | + 2.10 min | 70        |
| 4  | Björn Leukemans   | Vacansoleil           | + 2.14 min | 60        |
| 5  | Tyler Farrar      | Garmin-Transitions    | + 3.00 min | 50        |
| 6  | George Hincapie   | BMC Racing Team       | s.t.       | 40        |
| 7  | Roger Hammond     | Cervélo TestTeam      | s.t.       | 30        |
| 8  | Maksim Iglinskij  | Astana Pro Team       | s.t.       | 20        |
| 9  | Danilo Hondo      | Lampre-Farnese Vini   | s.t.       | 10        |
| 10 | William Bonnet    | Bbox Bouygues Telecom | s.t.       | 4         |

De danske resultater blev: 
| 15       | Matti Breschel      | Team Saxo Bank    | s.t.       |
| 74       | Lars Bak            | Team HTC-Columbia | +13.20 min |
| 92       | Kasper Klostergaard | Team Saxo Bank    | s.t.       |
| 94       | Frank Høj           | Team Saxo Bank    | s.t.       |
| (udgået) | Anders Lund         | Team Saxo Bank    |            |